# Tones and I
托妮·沃森（英語：Toni Watson；其出生年份有争议，一说1993年5月23日，一说2000年 
），艺名Tones and I，澳大利亚流行歌手，在莫宁顿半岛长大。她的第二张单曲《跳舞猴子》于2019年5月发行，曾在全球30多个国家的流行音乐榜上排名第一。